# Cazaril-Tambourès
 Cazaril-Tambourès  là một xã thuộc tỉnh Haute-Garonne trong vùng Occitanie ở tây nam nước Pháp. Xã nằm ở khu vực có độ cao trung bình 430 mét trên mực nước biển.